# Condado de Clinton (Pensilvania)
El condado de Clinton (en inglés: Clinton County) fundado en 1839 es uno de los 67 condados en el estado estadounidense de Pensilvania. En el 2009 el condado tenía una población de 37.914 habitantes en una densidad poblacional de 16 personas por km². La sede de condado es Lock Haven.

## Geografía
Según la Oficina del Censo, el condado tiene un área total de 2326 km² (898,1 mi²), de la cual 2308 km² (891,1 mi²) es tierra y 39 km² (15,1 mi²) (0,81%) es agua.

### Condados adyacentes
- Condado de Potter (norte)
- Condado de Lycoming (este)
- Condado de Union (sureste)
- Condado de Centre (sur)
- Condado de Clearfield (suroeste)
- Condado de Cameron (oeste)

## Demografía
Según el censo de 2000, había 37.914 personas, 14.773 hogares y 9.927 familias residiendo en la localidad. La densidad de población era de 26 hab./km². Había 53.161 viviendas con una densidad media de 8 viviendas/km². El 98,29% de los habitantes eran blancos, el 0,52% afroamericanos, el 0,11% amerindios, el 0,40% asiáticos, el 0,03% isleños del Pacífico, el 0,15% de otras razas y el 0,52% pertenecía a dos o más razas. El 0,54% de la población eran hispanos o latinos de cualquier raza.
Los ingresos medios por hogar en la localidad eran de $0 y los ingresos medios por familia eran $0. Los hombres tenían unos ingresos medios de $0 frente a los $0 para las mujeres. La renta per cápita para el condado era de $0. Alrededor del 0% de la población estaban por debajo del umbral de pobreza.

## Localidades

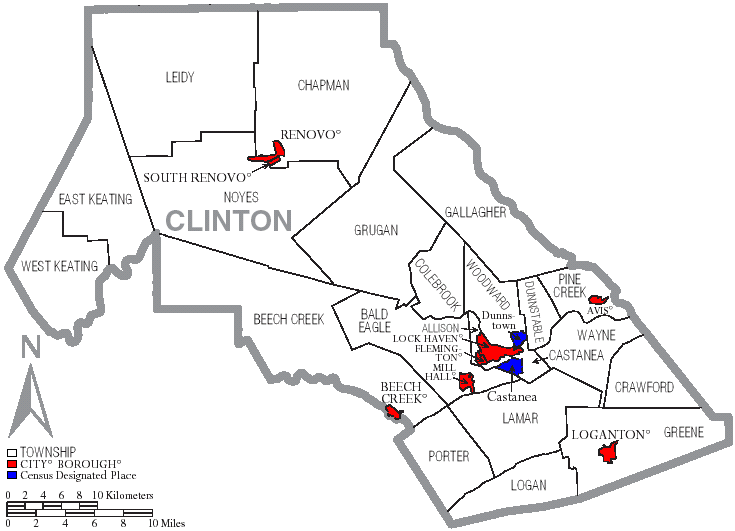
Localidades en el condado de Clinton

### Ciudades
Lock Haven

### Boroughs
Avis |
Beech Creek |
Flemington |
Loganton |
Mill Hall |
Renovo |
South Renovo

### Municipios
Allison |
Bald Eagle |
Beech Creek |
Castanea |
Chapman |
Colebrook |
Crawford |
Dunnstable |
East Keating |
Gallagher |
Greene |
Grugan |
Lamar |
Leidy |
Logan |
Noyes |
Pine Creek |
Porter |
Wayne |
West Keating |
Woodward

### Lugares designados por el censo
Castanea |
Dunnstown |
Lamar |
McElhattan

### Áreas no incorporadas
Keating |
Westport 